# Tragedia del Green Cross
La tragedia del Green Cross fu un incidente aereo avvenuto il 3 aprile 1961. Alle ore 23:57 il Douglas DC-3 della compagnia aerea LAN siglato CC-CLD con a bordo parte della squadra del Green Cross, società calcistica cilena, si schiantò contro il monte Lástima nel Nevado de Longaví (Provincia di Linares); le vittime furono 24.

## L'incidente
Partito da Temuco, a Osorno si imbarcarono i giocatori del Green Cross, reduci dall'incontro con il Provincial Osorno, valevole per la Copa Chile. Poiché la rosa era troppo numerosa, la squadra venne divisa in due gruppi, imbarcati su due aerei differenti. La maggior parte dei componenti del Green Cross scelse il secondo aereo, dato che il primo effettuava troppi scali prima di arrivare a Santiago.
Il volo aveva una durata prevista di due ore e trenta minuti. Circa un'ora e un quarto dopo il decollo, l'equipaggio aveva chiesto il permesso di volare a una altitudine minore, a causa del ghiaccio; il permesso fu però negato, a causa della possibile sovrapposizione con la rotta di un altro volo. Istruzioni successive della torre di controllo di Santiago indicarono un percorso alternativo all'aereo; a esse non seguì più alcun contatto radio. Come probabili cause furono avanzate diverse ipotesi, come il danneggiamento di un motore.
I resti dell'aereo furono ritrovati da un gruppo di alpinisti ad oltre 3 000 m di altitudine nel febbraio 2015.

## Le vittime
- Arnaldo Vásquez (allenatore)
- Mario González (medico sociale)
- Dante Coppa (calciatore)
- Eliseo Mouriño (calciatore)
- José Silva (calciatore)
- Manuel Contreras (calciatore)
- David Hermosilla (calciatore)
- Berti González (calciatore)
- Alfonso Vega (calciatore)
- Héctor Toledo (calciatore)
- Lucio Cornejo (arbitro)
- Roberto Gagliano (arbitro)
- Gastón Hormazábal (arbitro)
- Luis Medina (rappresentante dell'ANFA)
- Pedro Valenzuela (presidente dell'Asociación Central de Fútbol)